# Буснари, Альберто
Альберто Буснари (итал. Alberto Busnari, родился 4 октября 1978 года в Мельцо) — итальянский гимнаст, трёхкратный призёр чемпионатов Европы и рекордсмен Книги рекордов Гиннесса по числу выполненных за минуту на коне так называемых кругов Томаса (50 кругов за минуту).

## Биография
Гимнастикой занялся в 6 лет в составе команды «Ювентус Нова Мельцо 1960» под руководством тренера Фульвио Ваилати. Выступает с 2004 года за клуб ВВС Италии. В составе сборной Италии выступал на четырёх Олимпиадах с 2000 по 2012 годы, в Сиднее занял 35-е место в абсолютном первенстве. Трижды призёр чемпионатов Европы в выступлениях на коне. В Лондоне занял 4-е место в выступлениях на коне. Дважды призёр Универсиад, шестикратный призёр Средиземноморских игр (в том числе двукратный чемпион).
17 марта 2015 года в эфире телеканала Canale 5 вышла передача «Lo Show dei Record», в которой знаменитости пробуют установить рекорды, которые официально будут зафиксированы в Книге рекордов Гиннесса. В том выпуске Альберто Буснари установил рекорд по числу выполненных за минуту на коне элементов, известных как круги Томаса: за минуту он выполнил 50 таких кругов. Буснари повторил рекорд британца Луиса Смита.